# Zwickelbach & Co.
 Zwickelbach & Co. ist eine Fernsehserie des ZDF, die im Jahr 1976 ausgestrahlt wurde. Der Berliner Detektiv Immanuel Zwickelbach löst seine Fälle in der oberbayerischen Provinz.

## Handlung
Immanuel Zwickelbach (Karl Lieffen) wechselt aus Berlin in das oberbayerische Kreiting, um dort die traditionsreiche Privatdetektei Zwickelbach & Co. zu übernehmen, die bereits von seinem Großvater gegründet wurde. Obwohl man in Kreiting der Meinung ist, dass seine Tätigkeit mehr störend als nützlich ist, nimmt er sich der auftretenden manchmal kuriosen Fälle an. Dabei ist ihm sein Nachbar, der Geiger Martl (Ludwig Schmid-Wildy), der offensichtlich über hellseherische Fähigkeiten verfügt, behilflich. Zwickelbach ermittelt beispielsweise gegen eine Heiratsschwindlerin, gegen Maibaum-Diebe, im Falle eines Kirchendiebstahls, in einem Patentgerichtsfall und bei einer scheinbaren Wunderheilung.

## Schauspieler und Rollen
Neben den in der folgenden Tabelle gezeigten Schauspielern hatten unter anderen Lisa Fitz, Willy Harlander, Almuth Ullerich, Barbara Valentin, Jutta Speidel, Heli Finkenzeller und Max Grießer Gastauftritte.
| Schauspieler        | Rolle                  | Folgen |
| ------------------- | ---------------------- | ------ |
| Karl Lieffen        | Immanuel Zwickelbach   | 13     |
| Ludwig Schmid-Wildy | Martl Geiger           | 13     |
| Lore Bronner        | Walli Geiger           | 13     |
| Rosemarie Seehofer  | Veronika Zwickelbach   | 13     |
| Alexander Golling   | Bürgermeister Kottmayr | 13     |
| Willy Schultes      | Viehböck               | 13     |
| Hans Löscher        | Wirt                   | 13     |
| Bernhard Helfrich   | Martin                 | 3      |
| Franz Muxeneder     | Kriminalkommissar      | 2      |
| Alfred Pongratz     | Pfarrer                | 2      |
| Maria Stadler       | Rabeinerin             | 2      |
| Hans Stadtmüller    | Rabeiner               | 2      |
| Peter Steiner       | Sepp Radlinger         | 2      |
| Herta Worell        | Frau Kottmayr          | 2      |

## Episoden
| Folge | Titel                   | Ausstrahlung       |
| ----- | ----------------------- | ------------------ |
| 1     | Nannerl und der Doktor  | 7. Juli 1976       |
| 2     | Die Heiratsschwindlerin | 14. Juli 1976      |
| 3     | Der Amormieter          | 21. Juli 1976      |
| 4     | Der Maßkrug Lenins      | 4. August 1976     |
| 5     | Der Geißhüter           | 11. August 1976    |
| 6     | Der Maibaum             | 18. August 1976    |
| 7     | Der Name im Grundbuch   | 25. August 1976    |
| 8     | Ins himmlische Reich    | 1. September 1976  |
| 9     | Der Wahlkampf           | 8. September 1976  |
| 10    | Der Preußenhasser       | 15. September 1976 |
| 11    | Der Erfinder            | 22. September 1976 |
| 12    | Wunder '74              | 29. September 1976 |
| 13    | Der Doppelagent         | 16. Oktober 1976   |